# 國父水豚屬
國父水豚屬（學名：Josephoartigasia）為已滅絕的齧齒目花背豚鼠科下的一屬，生存於上新世早期至更新世早期的烏拉圭。學名命名自烏拉圭的民族英雄何塞·赫瓦西奥·阿蒂加斯。國父水豚屬現存親緣關係最近的物種為長尾豚鼠，目前包含兩種，分別為命名於1966年的大國父水豚（J. magna），以及命名於2008年的莫尼西鼠（J. monesi，又稱為莫氏國父水豚、莫內西長牙豚鼠）。

## 描述

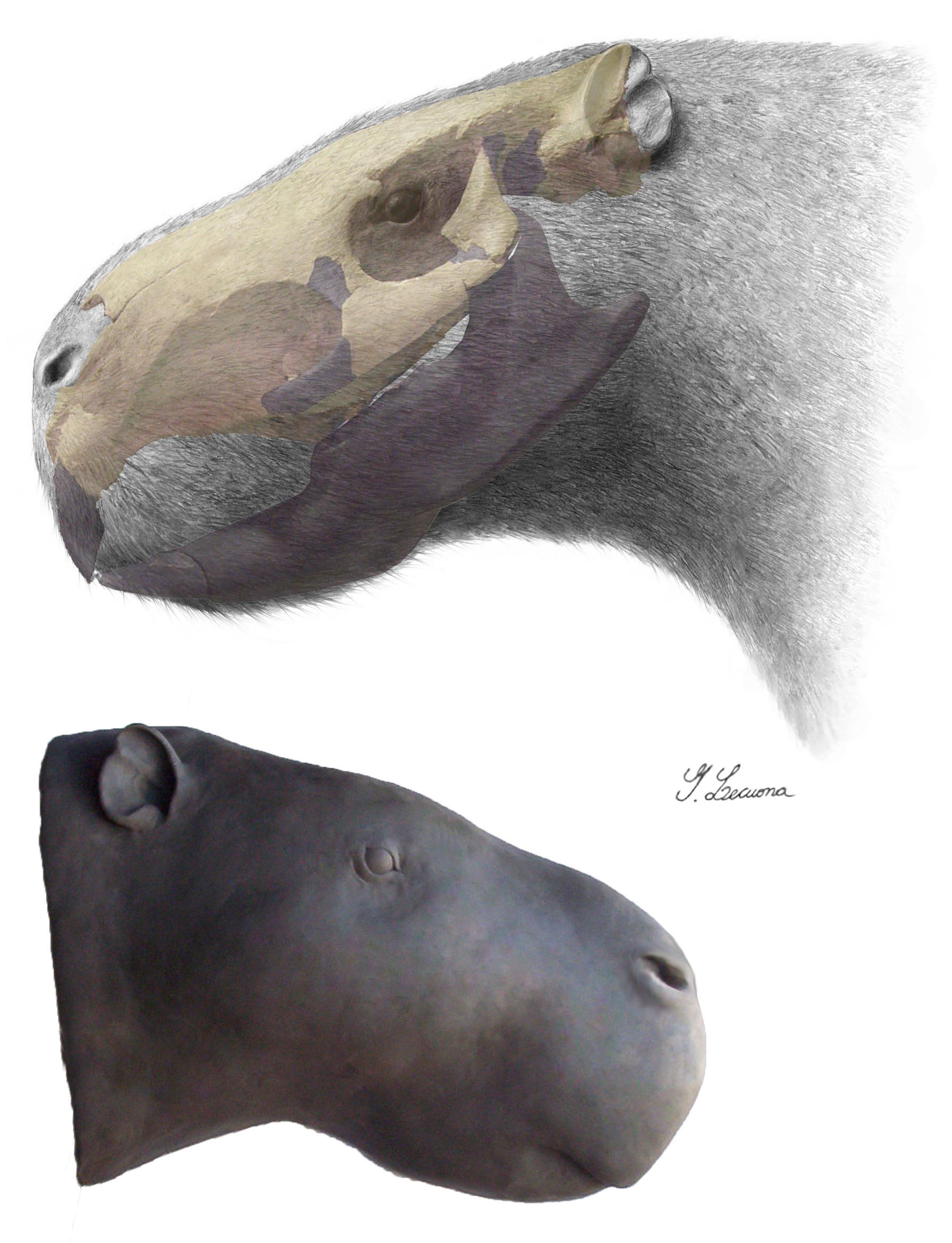
莫尼西鼠（J. monesi）頭部復原圖

顱骨正模標本的長度為 53（21英寸），門牙長度超過 30（12英寸），估計全身體長約為 3（10英尺），肩高 1.5（5英尺）。

### 體重
莫尼西鼠超越了中新世晚期的 Phoberomys pattersoni 成為體型最大的齧齒目物種。然而兩者之間的數據仍然有爭議，因為 P. pattersoni 的估計體重（400和700（880和1,540英磅））是根據其前肢與後肢化石，而莫尼西鼠的估計體重則是來自於顱骨。
透過與現存數種齧齒目顱骨的比較，體重範圍估計約為 468和2,586（1,032和5,701英磅），中位數為 1,211（2,670英磅）。之後的研究則縮小的估計的體重範圍至 350至1,534（772至3,382英磅），中位數為 900（2,000英磅）。

## 發現與命名
莫尼西鼠的發現來自於一個幾乎完整的顱骨，出土自1987年的烏拉圭拉普拉塔河岸的聖荷西地層，但一直到2008年才被正式發表，樣本目前保存於烏拉圭的自然歷史與人類學博物館。莫尼西鼠的種名來自於古生物學家莫內斯，紀念他於1966年在齧齒目研究上所做出的貢獻。

## 古生態學
莫尼西鼠巨大的門牙可以用於雄性間的競爭或是擊退當時的掠食者，包括袋犬目、細齒巨熊與駭鳥。牠們可能生活在森林交界處的三角洲以及河口地帶並且以柔軟的植物組織為食，包括水生植物以及水果，牠們細小的臼齒並不適合用來研磨纖維較粗的草本植物。莫尼西鼠的最大咬合力透過有限元素分析分系後估計可達 4165 N ，相當於現代老虎的三倍。牠們可能也可以像是大象一樣利用門牙來進行挖掘與防衛。